# Lilly Stoffelsma
Pour les articles homonymes, voir Stoffelsma.
Lilly Stoffelsma est une joueuse de hockey sur gazon allemande évoluant au poste de milieu de terrain au Düsseldorfer HC et avec l'équipe nationale allemande,.

## Biographie
Lilly est née le 22 avril 2002 en Allemagne.

## Carrière
Elle a débuté en équipe nationale première en octobre 2021 contre la Belgique à Bruxelles lors de la Ligue professionnelle 2021-2022.

## Palmarès
- : 2e à la Coupe du monde U21 en 2022.